# Article défini en occitan

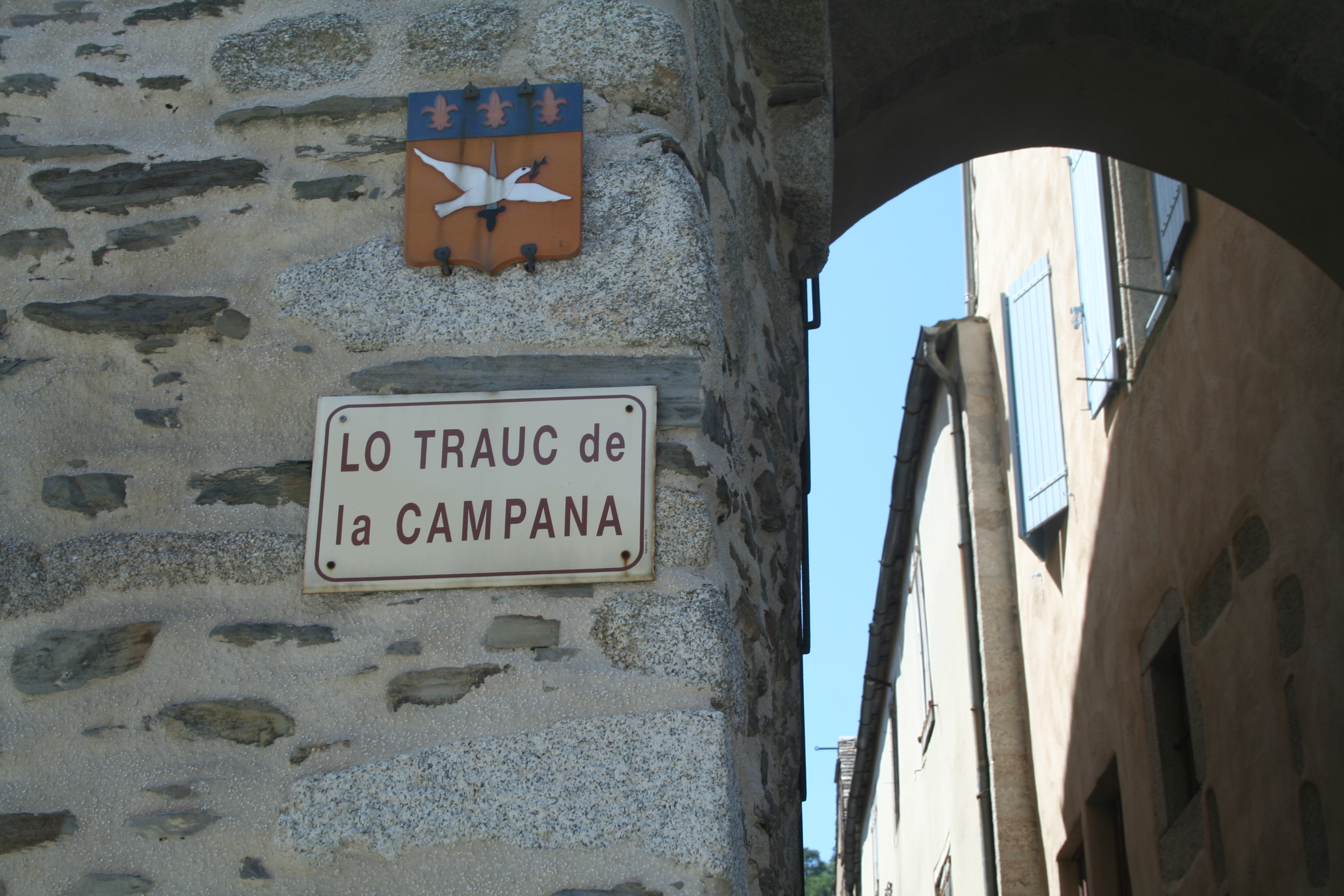
Plaque de rue en occitan languedocien à Vabre (Tarn) utilisant deux fois l'article défini.

 (septembre 2021).
Si vous disposez d'ouvrages ou d'articles de référence ou si vous connaissez des sites web de qualité traitant du thème abordé ici, merci de compléter l'article en donnant les références utiles à sa vérifiabilité et en les liant à la section « Notes et références ».
 (août 2021).
La langue d'òc connaît l'article défini, comme la plupart des autres langues romanes modernes et à la différence de sa langue-mère le latin. Cet article défini, à travers les différents et nombreux dialectes qui constituent l'ensemble de l'aire linguistique occitanophone (ce qui représente la moitié sud du territoire de la France métropolitaine), connaît des formes variables selon plusieurs facteurs développés ci-dessous.

## Facteurs de variation de l'article défini en occitan
L'article défini de l'occitan varie dans ses formes selon trois facteurs fondamentaux : 
- soit par les évolutions phonétiques postérieures à la formation de la langue occitane, c'est-à-dire les différentes évolutions phonétiques locales des formes de l'article défini au sein d'une langue occitane déjà formée et relativement uniformisée à un point donné de son histoire. Il s'agit de différences, somme toute, superficielles (il en va ainsi des différences présentées par l'article défini dans les parlers toulousains et provençaux par rapport à celui des parlers languedociens, ces derniers étant plus conservateurs et gardant intactes les formes que prenait l'article dans les deux premiers dialectes à l'époque de l'occitan médiéval) ;
- soit par les divergences phonétiques antérieures à la formation de la langue occitane, c'est-à-dire par les évolutions phonétiques divergentes prises par un dialecte occitan dès l'époque romaine, les équivalences entre les formes de l'article défini dans ce dialecte et celles connues dans la littérature occitane médiévales et les autres dialectes modernes sont telles qu'elles ne peuvent remonter qu'à l'époque du latin vulgaire, où l'occitan n'existait pas encore. Il en va ainsi de l'article pyrénéen eth qui ne peut remonter qu'à une évolution d'un stade moyen ell remontant à ILLU(M) latin, ce dernier étymon latin ayant donné lo en ancien occitan et dans la plupart des autres dialectes modernes via un passage par un stade moyen 'LU - c'est donc l'article pyrénéen qui diffère ici de l'article ailleurs trouvé, et il n'en diffère pas superficiellement : la divergence phonétique date d'avant l'éclatement de l'occitan en dialectes divers) ;
- soit par une divergence étymologique originelle, c'est-à-dire que l'étymon de base en latin vulgaire diffère radicalement de celui connu par l'ancien occitan et les autres dialectes modernes. Il s'agit de la différence irréductible entre toutes car elle porte sur le mot latin ayant servi de base pour l'article défini. Il en va ainsi de ce que l'on appelle l'article du Sou que l'on rencontre aujourd'hui dans les parlers provençalo-niçards des de Grasse et de ses environs, cet article défini ne remontant pas au bas-latin ILLU(M) comme c'est le cas partout ailleurs en occitan mais au bas-latin IPSU(M). Cette dernière particularité est très précieuse et rarissime dans les langues romanes (les seuls autres cas connus sont le catalan des Îles Baléares et le sarde) car elle est une survivance d'un usage très ancien de l'article défini en latin populaire.

## Formes de l'article

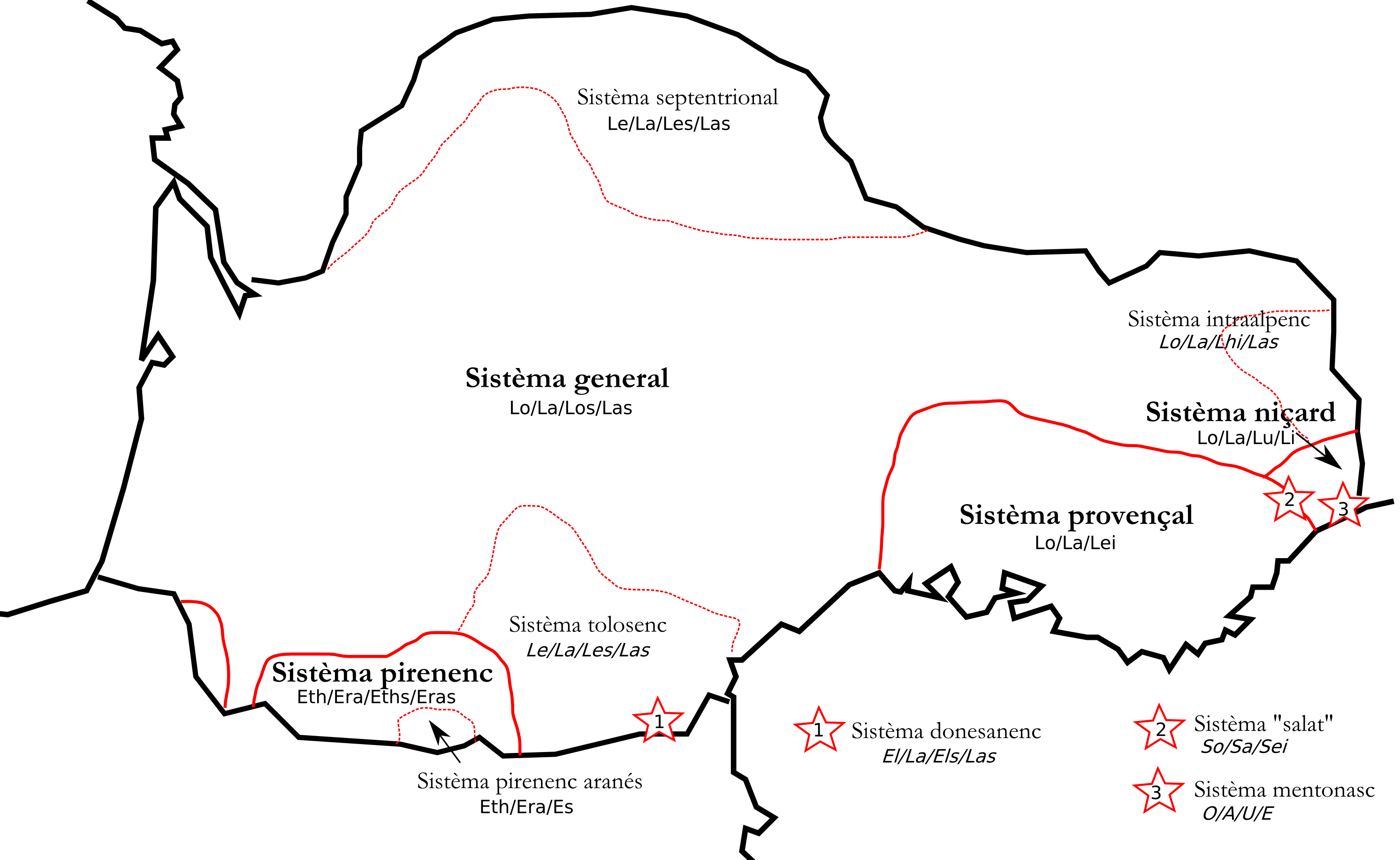
Les différentes formes de l'article défini dans l'aire occitanophone.

### Système général
Le système suivant est le plus répandu en occitan en même temps que celui le plus commun dans la littérature occitane médiévale :
| Genre et nombre | Singulier         | Pluriel |
| --------------- | ----------------- | ------- |
| Masculin        | lo (l’ + voyelle) | los     |
| Féminin         | la (l’ + voyelle) | las     |

### Système provençal général
L'article provençal est une variation de l'article général présenté ci-dessus. Cette variation est due à l'évolution phonétique particulière de l'occitan au cours des cinq derniers siècles. C'est au cours du XVIIIe siècle que l'article provençal se distingue de celui de l'ancien occitan. Il faut noter que, dans le sud de l'Auvergne, une évolution phonétique commune à celle subie par le provençal tend, depuis quelques décennies, à faire ressembler l'article défini à celui du provençal.
| Genre et nombre | Singulier         | Pluriel              |
| --------------- | ----------------- | -------------------- |
| Masculin        | lo (l’ + voyelle) | lei (leis + voyelle) |
| Féminin         | la (l’ + voyelle) | lei (leis + voyelle) |